# بوریانا، کاستلون
بوریانا (به اسپانیایی: Burriana) یک منطقهٔ مسکونی در اسپانیا است که در Plana Baixa واقع شده‌است. بوریانا ۴۷٫۲ کیلومتر مربع مساحت دارد ۱۳ متر بالاتر از سطح دریا واقع شده‌است.